# Hyposidra prunicolor
Hyposidra prunicolor är en fjärilsart som beskrevs av W. Warren 1897. Hyposidra prunicolor ingår i släktet Hyposidra och familjen mätare. Inga underarter finns listade i Catalogue of Life.